# Columbus (Wisconsin)
Columbus település az Amerikai Egyesült Államok Wisconsin államában, Columbia megyében. Lakosainak száma 5540 fő (2020. április 1.).

## Közlekedés
A települést érinti az Amtrak egyik távolsági vasúti járata is, az Empire Builder.

## Népesség
A település népességének változása:

| 2010 | 4 991 |
| 2020 | 5 540 |